# Gaetano de Ruggiero
Gaetano de Ruggiero, italijanski rimskokatoliški duhovnik in kardinal, * 12. januar 1816, Neapelj, † 9. oktober 1896.

## Življenjepis
24. maja 1889 je bil povzdignjen v kardinala in imenovan za kardinal-diakona S. Maria in Cosmedin.